# Fernand Ouellette
Fernand Ouellette (ur. 24 września 1930 w Montrealu) – kanadyjski pisarz, poeta i dziennikarz.

## Życiorys
Należał do grupy Hexagone, w 1959 był współzałożycielem czasopisma "Liberté", którego następnie został redaktorem naczelnym. Opublikował zbiory poezji Ces anges de sang (1955), Le Soleil sous la mort (1965), Dans le sombre (1967), Ici, ailleurs, la lumière (1977) i En la nuit la mer (polski przekład ukazał się w 1985 w Antologii poezji Quebeku); we wczesnej poezji przeważała tragiczna wizja świata, później wątki erotyczne. W 1970 wydał zbiór esejów Les actes retrouvés, w 1974 wspomnienia Journal dénoué, a w 1978 powieść Tu regardais intensément Geneviéve. Trzykrotnie otrzymał literacką nagrodę gubernatora generalnego, z których przyjął dwie. W 2005 został kawalerem Ordre national du Québec.